# Ripalta Guerina
Ripalta Guerina es una localidad y comune italiana de la provincia de Cremona, región de Lombardía, con 436 habitantes.

## Evolución demográfica
| Gráfica de evolución demográfica de Ripalta Guerina entre 1861 y 2001 |
|                                                                       |
| Fuente ISTAT - elaboración gráfica de Wikipedia                       |